# جيني أوينز (موسيقية)
جيني أوينز (بالإنجليزية: Ginny Owens) هي موسيقية أمريكية، ولدت في 22 أبريل 1975.

## وصلات خارجية
- الموقع الرسمي
- جيني أوينز على موقع ميوزك برينز (الإنجليزية)
- جيني أوينز على موقع ديسكوغز (الإنجليزية)